# 嘎茲穆拉德·努瑪格莫多夫
嘎茲穆拉德·努瑪格莫多夫（1987年5月1日—）是一名亞美尼亞摔跤運動員，曾代表國家參加2012年倫敦奧運的84公斤級摔跤比賽，並未獲得獎牌。